# Tom Lundén
Tom Lundén (født 16. marts 1950, København) er en dansk komponist, forfatter, sanger, producer og musiker. Han er medlem af bandet Bifrost og var i 1972 i kort tid med i Alrune Rod. Tidligere var han medlem af Dig og mig og solskin. Han har bl.a. skrevet den kendte Christianiasang I kan ikke slå os ihjel, men har også skrevet talrige andre sange: Faldet, Det er morgen og Hej Maria er nogle af de mest kendte fra 1970'erne.
Rippet & Flået, Når Verden Blir Min, Ikke Min Dag og Vand Jeg Ka Gå På er fra 1980'erne.
Det nederste land, Alexanders sorte bånd , Guds engle og Hjerte til salg er nogle af de mest ørefaldende fra 1990'erne.
Spillet (med tekst af Nis Petersen og udgivet af Bifrost) og Som en tyv om natten (udgivet af Ann-Mette Elten) er  fra 2000'erne. 
Ud over musik og tekster til Bifrost har Tom Lundén leveret materiale tilRugsted & Kreutzfeldt, Burnin Red Ivanhoe, Alrune Rod, Lone Kellermann, Jytte Pilloni, Hans Vinding, Sanne Salomonsen, Shirley, Alex og mange andre.
Han har komponeret filmmusik (bl.a. "Broen") og skrevet radiodrama (bl.a. "Drengen uden navn").

## Biografi
Han er opvokset på Nørrebro i København som søn af Doris og Arne Lundén og undervist i klaver fra syvårs alderen.
Han begyndte at komponere og skrive digte som 13 årig, hvor han begyndte at spille sammen med Per Åstrup Olsen. I 1968 dannede han og Per Åstrup Olsen gruppen Dig og mig og solskin. 1972 Alrune Rod. 1974 arbejder som journalistisk medarbejder på DR.P1 og P3. 1974 dannede han sammen med Finn Jensen Bifrost.
1976 "I kan ikke slå os ihjel" på Christianiapladen Bifrost med forsangerne Sebastian, Annisette og Poul Dissing under navnet: Det Internationale Sigøjnerkompagni. Bifrost medvirkede med sangen: "Titusind folk", og Tom Lundén medvirker desuden på Kim Larsen nummeret: "En kold tid".
1976 Bifrost. Første album udgives med Bl.a. "Faldet" og "Lisom blade". 1977 Dobbelt LP'en"Til en sigøjner" udkommer med Bl.a. "Du er en sigøjner", "Mens lyset brænder ud" og "Hej Maria (luk vinduet op). 1977 producerede sammen med Ivan Horn første LP med Lone Kellermann. Medvirker som musiker på samme.
1977 medvirkede han med Bifrost på albummet Atomkraft? - Nej Tak med nummeret "Solsorten". På samme LP med sangen: "Sidste Vers", sunget af Lone Kellermann. 1978 producerer Hyldemor "Glem det hele". Hans Vinding sange.  1979  "Læn Dem ikke ud". 3.Bifrost album med Bl.a. "Intet er nået", "Et tiårs ligegyldighed" og "Det er morgen". 1980 medvirker på Fix og færdig", rock mod junk, med nummeret "Junkies For Herren" og udgiver "Crazy Canary". Engelsksprogede Bifrost sange Bl.a."Autumn Song", "Power of a Rose" og "I can't see you".
1981 "Kassen & Hjertet",Bifrost med Bl.a. "Rippet og flået", "Den er fundet igen" og "Når verden blir min". 1982 "En tro kopi", Bifrost med Bl.a. "Maleri", "På vejen ud" og "Måske en nat".
1983 tekster til Rugsted og Kreutzfelt. 1984 udgiver Bifrost."Den med hånden". Med Bl.a. "Hele verden åben", "Isblomster fra Peking" og "Kærlighedens krankenhaus".
1985 skriver tekster til Jytte Pilloni sammen med Hans Vinding. 1986 producerer "Rå Roser" med VBU. 1987 udgiver Bifrost "Vand jeg kan gå på" med Bl.a. "Alexander", "Regnvejr på Mars" og "7.Himmel". 1988 - 91 satire til DR sammen med Peter Bay.
1989 - 92 arbejder på Akademiet for utæmmet kreativitet.
1989 i Brasilien hos Uakti.
1990 bearbejder "Drengen uden navn" for DR og indspiller musik til samme.
1992 arbejder på RLS. Musik og engelsk.
1994 i USA. Santa Fee, NM. Havasupai. Colorado Timberline Academy. 
1996 udgiver Bifrost, "Hjerte til salg". Producerer de nye sange. Bl.a."Back me up", "En dag i et liv", "Hjerte til salg" og "Havasupai".
1997 i USA.Four Corners. Shiprock NM.
2000-04 underviser på Bornholms Højskole(drama, engelsk sprog og kultur,musik).
2001-09 MGK koordinator og lærer (sammenspil,piano,SSB,kor).
2004-08 underviser på Højvang Seminariet( IT, engelsk,musik,KA).
2003 skriver "Som en tyv om natten" til Ann-Mette Elten. Udkommer samme år.
2004 udgiver "Spillet" med Bifrost. Tekst Nis Petersen. Musik Per Åstrup Olsen og Tom Lundén.